# Kattfjorden
Kattfjorden (ou Gáhttovuotna en Sami du Nord) est un fjord situé dans le comté de Troms, au nord de la Norvège. 

## Géographie
Le Kattfjorden est un fjord de l'île de Kvaløya, ouvert au nord-ouest, vers le large, sur la mer de Norvège. A l'est, le fjord se divise en deux parties, le Nordfjorden s'étend vers l'est, tandis que le Sørfjorden s'étend vers le sud. 
La route départementale 862 longe le côté sud du fjord.
Administrativement, Kattfjorden est situé sur la municipalité de Tromsø.

## Toponymie
En norvégien « Kattfjorden » signifie « fjord des chats ».

## Quelques vues du fjord

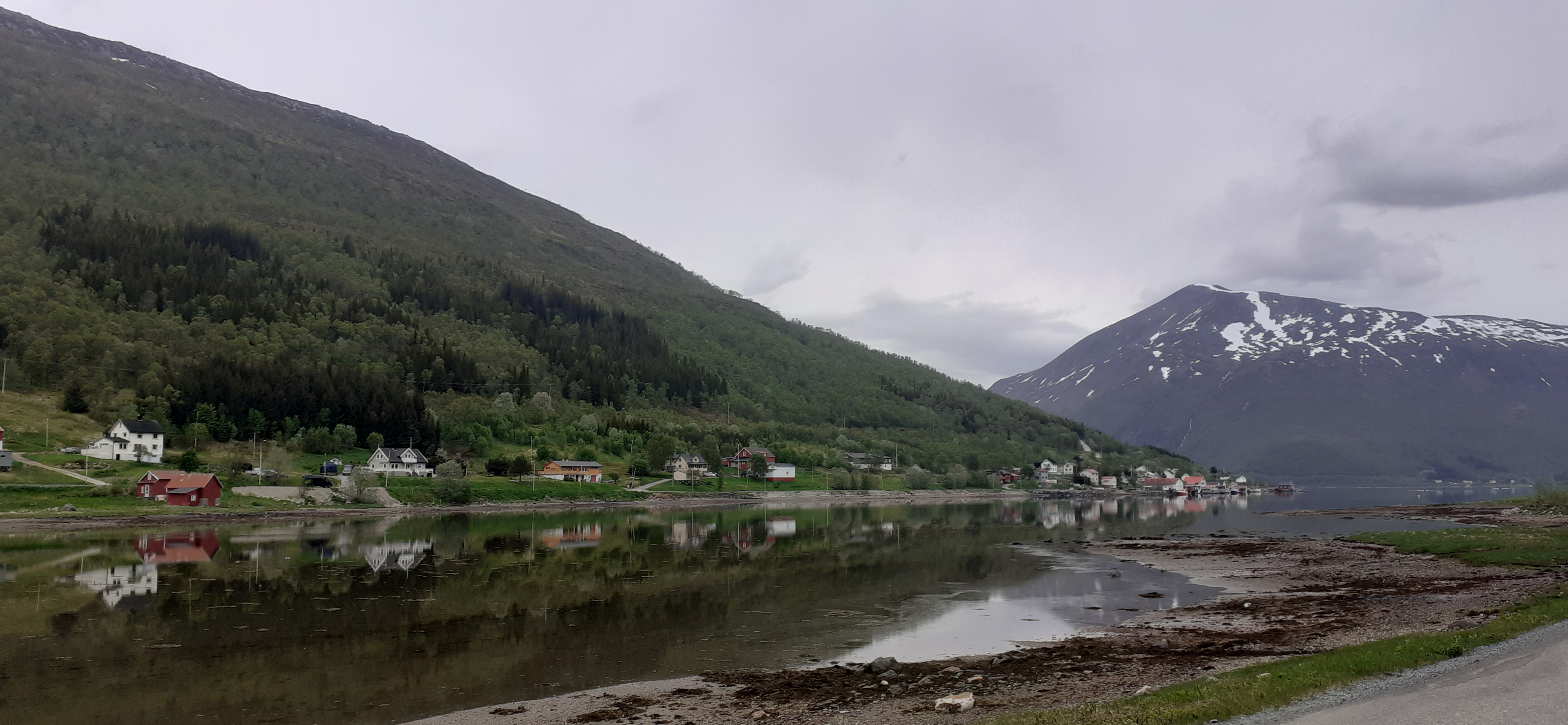
Le village de Sjøtun au bord du Sørfjorden. En arrière plan le Vasstinden (̠898 m)
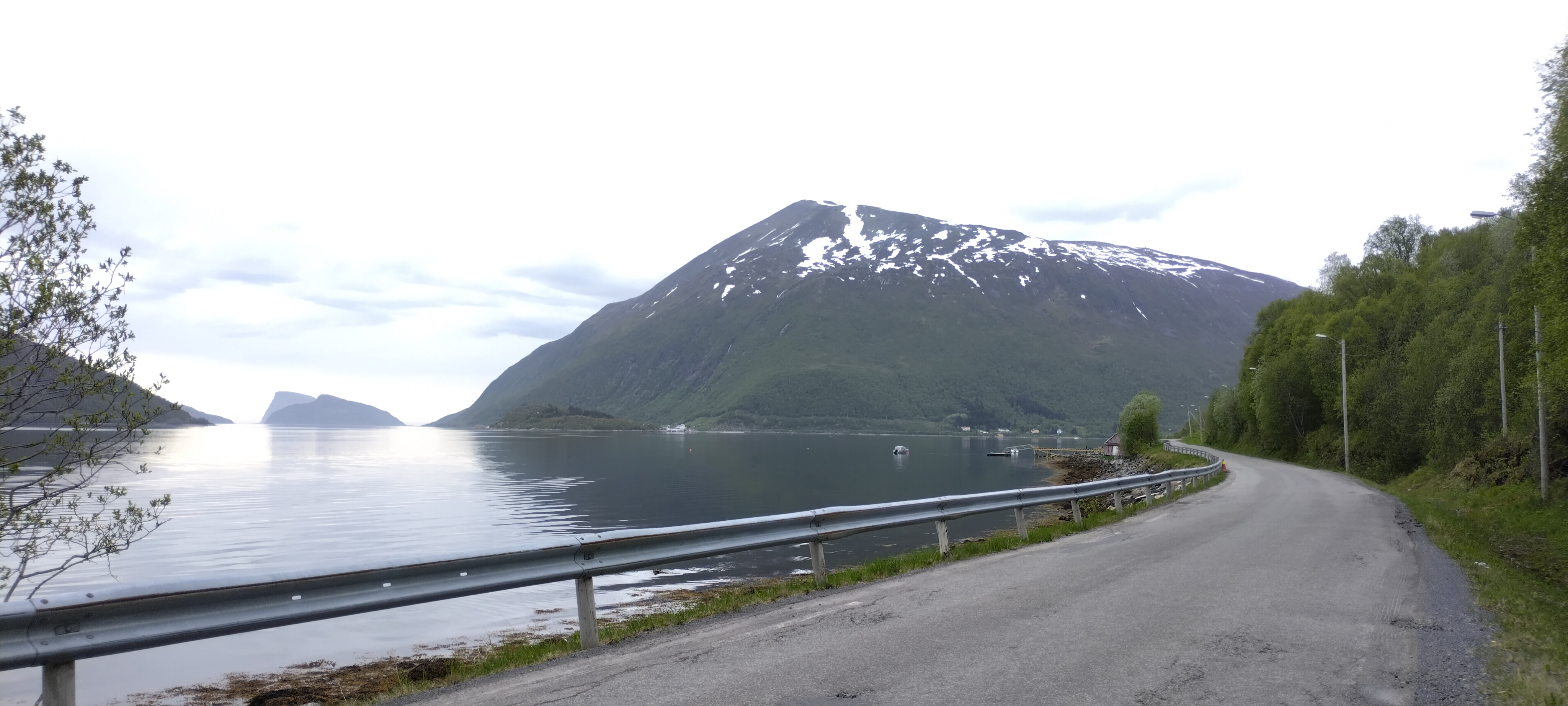
Route 862 face au Vasstinden, le long du Sørfjorden, dans l'alignement du Kattfjorden avec les îles d'Hogøya et Håja